# Pristimantis ganonotus
Eleutherodactylus ganonotus là một loài động vật lưỡng cư trong họ Strabomantidae, thuộc bộ Anura. Loài này được Duellman & Lynch mô tả khoa học đầu tiên năm 1988.